# تيبوكونازول
تيبوكونازول ( بالإنجليزية: Tebuconazole ) هو مبيد فطريات تريازول يستخدم زراعياً لعلاج الفطريات المسببة للأمراض النباتية.
و هو مبيد فطريات جهازي واسع النطاق له تأثير وقائي وعلاجي واستئصالي، يمتص المركب بسرعة في الأجزاء الخضرية من النبات، مع إزاحة بشكل أساسي من خلال الأجزاء الخضرية.
على الرغم من أن إدارة الغذاء والدواء الأمريكية تعتبر هذا المبيد الفطري آمنًا للبشر، إلا أنه لا يزال قد يشكل خطرًا.